# Dru Berrymore
Dru Berrymore, née le 11 août 1969 à Berlin, est une actrice pornographique allemande.

## Biographie
Dru Berrymore commence à Los Angeles comme catcheuse érotique, danseuse et en 1994 dans des films X, son nom s'inspire de Drew Barrymore. Elle remporte trois récompenses lors des AVN Awards 2004.
Elle devient célèbre en Allemagne quand elle participe à l'émission "Wa(h)re Liebe" sur la VOX.
Dru a aussi joué de petits rôles dans le cinéma traditionnel comme Lost Highway de David Lynch en 1997, Strange Days et 58 minutes pour vivre. Elle fait aussi une apparition dans Alerte à Malibu.

## Récompenses
- 2004 : AVN Award de la meilleure actrice dans un second rôle – Heart of Darkness[1]
- 2004 : AVN Award de la meilleure scène de groupe – Looking In[1]
- 2004 : AVN Award de la meilleure scène lesbienne – Snakeskin[1]

## Filmographie sélective
- 1997 : Caught From Behind 27
- 1998 : Curse of the Lesbian Love Goddess, de Ron Jeremy
- 1998 : La Dresseuse, d'Alain Payet
- 2000 : Max, portrait d'un serial-niqueur, de Fred Coppula
- 2000 : La Course au sexe,  d'Alain Payet
- 2000 : 2000 ans d'amour, d'Alain Payet
- 2000 : À Feu et à Sexe sur la Riviera, d'Alain Payet
- 2000 : The Violation of Mirage
- 2001 : The Violation of Kiki Daire
- 2001 : The Violation of Kate Frost
- 2001 : Interdits, de Bionca
- 2001 : The Violation of Briana Banks
- 2002 : No Man's Land 36
- 2003 : Deep Inside Dru Berrymore
- 2004 : Girls Only Club 1
- 2005 : Revenge of the Dildos
- 2006 : Fetish World 7
- 2007 : Pussy Treasure
- 2008 : Jenna Loves Diamonds
- 2009 : Butt Floss Chronicles
- 2010 : Briana Banks: Cock Star
- 2011 : BJ Suck-A-Thon
- 2012 : Tuna Helper
- 2013 : Mother Knows Best
- 2014 : Cougar Hunt
- 2015 : All About MILFs